# Witt Lowry
Mark Lawrence Richard Jr. (South Windsor, Estados Unidos, 28 de febrero de 1991), conocido profesionalmente como Witt Lowry, es un rapero, cantante y compositor estadounidense. Después de ser diseñador gráfico durante un año, comenzó a crear y lanzar música en YouTube, SoundCloud y Spotify como artista independiente en 2011, y ha lanzando cuatro álbumes de estudio y un mixtape desde entonces. 

## Primeros años y carrera profesional
Mark Laurence Richard Jr. nació en la ciudad de South Windsor, Connecticut, Estados Unidos, el 28 de febrero de 1991. Inicialmente, Lowry se interesó por el diseño gráfico y aspiraba a convertirse en diseñador gráfico profesional. En la primavera de 2011, sin embargo, decidió no hacerlo y optó por una carrera como cantautor.  Richard describe haber tenido interés en el trabajo creativo y el proceso de escritura desde una edad temprana, por lo que insiste en que la transición fue natural.
Lowry había elegido originalmente «Witty» como su nombre artístico al comienzo de su carrera, pero luego decidió no hacerlo porque temía que «Witty» no permitiría que la gente encontrara fácilmente su música. Como tal, acortó «Witty» a «Witt» y agregó «Lowry», que supuestamente proviene de su segundo nombre, Laurence.
Al comienzo de su carrera, Lowry publicó su música de forma gratuita en sitios web como YouTube, SoundCloud y DatPiff. Más tarde, Lowry comenzó a usar TuneCore. Describe la decisión de unirse a TuneCore como una que le permitió seguir siendo independiente y tener el control de su música.
El 27 de enero de 2012, Lowry publicó su álbum de estudio debut Headphone Hero.
El 28 de noviembre de 2013, publicó el mixtape Kindest Regards de forma gratuita en DatPiff con una recepción crítica mixta.
El 25 de septiembre de 2015, Lowry publicó su segundo álbum de estudio Dreaming With Our Eyes Open, el cual incluye una colaboración con el cantautor Devvon Terrell.
El 18 de septiembre de 2017, Lowry publicó su tercer álbum de estudio I Could Not Plan This. El álbum incluye colaboraciones de MAX, GJan, Dia Frampton y otros.
En 2018, lanzó «Into Your Arms», el cual incluye a la cantautora estadounidense Ava Max como artista invitada.
El 30 de agosto de 2019, Lowry publicó su cuarto álbum de estudio, además de su primero en CD, Nevers Road.

## Discografía

### Álbumes de estudio
- Headphone Hero (2012)
- Dreaming With Our Eyes Open (2013)
- I Could Not Plan This (2017)
- Nevers Road (2019)

### Mixtapes
- Kindest Regards (2013)

### Sencillos
- «Rescue» (2014)
- «Kindest Regards» (2014)
- «Dreaming With Our Eyes Open» (2015)
- «Ladders» (2015)
- «My Mistake» (con Trippz Michaud) (2015)
- «Wonder If You Wonder» (2015)
- «Tried to Be Nice» (2015)
- «Silicone Kingdome» (2015)
- «Tourist» (2015)
- «Piece of Mind 3» (2015)
- «So Many Nights» (con Devvon Terrell) (2015)
- «Running from Here» (2015)
- «Coupons» (2015)
- «Numb» (2016)
- «I Could Not Plan This» (2017)
- «Blood in the Water» (2017)
- «Loosing You» (con MAX) (2017)
- «Wishing Wells» (2017)
- «Care Too Much» (2017)
- «Phone» (con GJan) (2017)
- «Let Me Know» (con Tori Solkowski) (2017)
- «Lie Lie Lie» (con Chris Michaud) (2017)
- «Better for Me» (con Deion Reverie) (2017)
- «Movies» (2017)
- «I Know I Know» (2017)
- «Forgot About Me» (2017)
- «Lately» (con Dia Frampton) (2017)
- «Last Letter» (2017)
- «Wishing Wells» (2017)
- «Into Your Arms» (con Ava Max) (2018)
- «Piece of Mind 4» (2018)
- «Welcome» (con Dan Haynes) (2019)
- «Hurt» (con Deion Reverie) (2019)
- «Alone» (con WHATEVER WE ARE) (2019)
- «Crash» (2019)
- «Proud» (2019)
- «Debt» (con Dia Frampton) (2019)
- «Ghost» (2019)
- «Oxygen» (2019)
- «Yikes» (2019)
- «Reaper» (2019)
- «Nevers Road» (2019)
- «The Rise» (2020)
- «Your Side» (2020)
- «Changes» (con Deion Reverie) (2020)
- «Push Your Luck» (2020)